# Alenka Sottler
Alenka Sottler (ur. 24 października 1958 w Lublanie) – słoweńska ilustratorka i malarka.

## Życiorys
Urodziła się 24 października 1958 roku w Lublanie. Jej ojciec był rzeźbiarzem, a matka pracowała w branży wydawniczej. Podstaw rysunku i rzeźby nauczyła się w pracowni ojca. W 1983 roku ukończyła malarstwo w Akademii Sztuk Pięknych w Lublanie. Choć z początku skupiła się na malarstwie, już w 1986 roku zaczęła tworzyć ilustracje do magazynu „Kekec”. Od 1988 roku w pełni poświęciła się ilustracji, tworząc dla krajowych i zagranicznych czasopism i wydawnictw, w tym dla największego słoweńskiego wydawnictwa Mladinska knjiga. Na jej dorobek składają się ilustracje do przeszło 45 książek. Zilustrowała twórczość takich autorów, jak bracia Grimm, Maria Gripe, Svetlana Makarovič, Oton Župančič czy Anja Štefan.
Tworzy przede wszystkim ilustracje do baśni, a także do tomików poetyckich. Ceni sobie wolność artystyczną, ciągle eksperymentując. Jej prace charakterem przypominają późny gotyk i wczesny renesans, lecz wykonane są we współczesnej stylistyce z elementami tradycji malarskich modernizmu. Tworzy także grafiki, dla których inspirację znajduje w literaturze.
Laureatka Nagrody Hinko Smrekara przyznanej podczas Biennale Słoweńskiej Ilustracji oraz pięciu wyróżnień na Annual Exhibition w Nowym Jorku. W 2008 roku jej twórczość znalazła się na Liście Honorowej Międzynarodowej Izby ds. Książek dla Młodych. W 2007 roku zdobyła Złote Jabłko na Biennale Ilustracji Bratysława za ilustracje do baśni Kopciuszek braci Grimm. W 2010 roku otrzymała nominację do Nagrody im. Astrid Lindgren, dwukrotnie była nominowana do Nagrody im. Hansa Christiana Andersena (2012, 2014).
Mieszka i tworzy w Lublanie.